# 服部晃一郎
服部 晃一郎（はっとり こういちろう、 1990年8月3日 - ）は、FM大阪アナウンサー、プロデューサー。
三重県伊賀市出身。

## 人物・来歴
- 三重県立上野高等学校、関西大学政策創造学部政策学科卒業。
- 一般企業に就職するもアナウンサーの夢を捨てきれず、東京でのイベント司会・ラジオリポーターを経て鹿児島県曽於市のコミュニティFM局 SOO Good FM（まちづくり曽於エフエム)の立ち上げに参加、パーソナリティとしても活動する[3]。
- 2017年エフエム大阪に入社。
- 歌謡曲、70年代・80年代女性アイドルが好きで、番組内で岩崎宏美ファンを公言している。
- FM大阪・TOKYO FMで放送された「Nestlé presents CHEER UP! MORNING」プロデューサーを務めたことから時々番組ブログや平松愛理YouTubeチャンネルにも登場する。
- FM大阪「Marché Coucou」番組・番組SNSに不定期で出演している。

## 出演番組

### 現在(全てFM大阪)
- FM OSAKA HEADLINE NEWS（木）10:55〜11:00

### 過去

#### FM大阪
- My Favorite TATSURO〜50 Stories〜（木）20:45〜20:55
- J3 Thursday〜Midnight SNACK 亜沙美〜（木）25:00〜25:55
- POPS 851（日）6:45〜7:00
- ぼうさいてらす（日）7:45〜8:00[4]

#### SOO Good FM
- SOOトピックス（提供:株式会社 渡辺組）
- eco!しちゃお。（提供:株式会社 大隅衛生曽於）
- しるしる そお市（提供:曽於市）
- スズキアリーナ大隅presents Weekendナビゲーション（提供:スズキアリーナ大隅）

#### ミュージックバード
- 小川もこデリシャス・タイム

#### YouTube
- 平松愛理 Channel *SLOWROOM* - 2020年6月10日放送回